# Köprülü család
A Köprülü család (régebbi olvasatai: Köprili, Kuprili vagy Kiuperli) tagjai között számos híres hadvezér, oszmán birodalmi nagyvezír volt.

## A Köprülü családfa
```
                                                   +
                                                   |
                                                   |
                                   +---------------+------------------+
                                   |
                         
Köprülü Mehmed
 (
1586
–
1661
)       
Köprülü Husszein
 (?–
1702
)
                                   |
            +----------------------+-------------+
            |
 
Köprülü Ahmed
 (
1630
–
1676
)         
Köprülü Musztafa
 (?–
1691
)
                                                 |
                                          
Köprülü Miuman
```